# Ulf Ceder
Ulf Ceder (17 april 1974) is een Finse darter.   

## Carrière
Ceder bereikte de eerste ronde van de Winmau World Masters van 1996, waar hij verloor van Roland Scholten. Ceder bereikte vervolgens de laatste 32 van de WDF Europe Cup 2004. Hij versloeg John Walton voordat hij verloor van Robert Wagner. Hij won vervolgens het Finland Nationaal Kampioenschap in 2005. Hij versloeg Kim Viljanen in de finale. Ceder won goud op de WDF World Cup 2005 met Team Finland.
Ceder plaatste zich voor het BDO World Darts Championship 2006 en won een van de zes plaatsen in de internationale play-offs. Hij werd in de eerste ronde met 3-1 verslagen door Mike Veitch uit Schotland. In 2008 probeerde Ceder een terugkeer op het Wereldkampioenschap te maken door deel te nemen aan het Finse Kwalificatie-toernooi van de PDC, met als doel de allereerste Fin op het PDC World Darts Championship te worden, maar verloren in de halve finale.
Hij speelde op de inaugurele 2012 SDC Scandinavian Tour, eindigde als zesde overall en eindigde als tweede runner-up van Jani Haavisto tijdens de tournee van 2013.

## Resultaten op Wereldkampioenschappen

### BDO
- 2006: Laatste 32 (verloren van Mike Veitch met 1-3)

### WDF

#### World Cup
- 1997: Laatste 32 (verloren van Peter Johnstone met 1-4)
- 2001: Laatste 128 (verloren van Martin Phillips met 3-4)
- 2005: Kwartfinale (verloren van Per Laursen met 3-4)
- 2009: Laatste 128 (verloren van Jacques Langston met 1-4)
- 2011: Laatste 128 (verloren van Connie Finnan met 1-4)
- 2017: laatste 16 (verloren van Raymond Smith met 2-4)